# 蒙泰马焦雷亚尔梅陶罗
蒙泰马焦雷亚尔梅陶罗（義大利語：Montemaggiore al Metauro），是意大利佩薩羅和烏爾比諾省的一个已废置的市镇。总面积13.04平方公里，人口2634人，人口密度202.0人/平方公里（2008年）。ISTAT代码为041037。
2017年1月1日该市镇与其他市镇一起合并为新的Colli al Metauro市镇。